# Manuel de Roda y Arrieta
Manuel de Roda y Arrieta, póstumo marqués de Roda, (Zaragoza; 5 de febrero de 1708-La Granja de San Ildefonso, Segovia; 30 de agosto de 1782) fue un político y hombre de Estado español de la Ilustración, principal promotor de la expulsión de los jesuitas del Reino de España en 1767.

## Biografía
Estudió inicialmente en un colegio de jesuitas y, posteriormente, Derecho en la Universidad de Zaragoza como alumno pobre o "manteísta", lo que explica en parte su comportamiento posterior. Ejerció la abogacía en Madrid y a los cuarenta años, durante el reinado de Fernando VI, se encuadró entre los albistas (partidarios del duque de Alba, enemigo declarado del marqués de la Ensenada y de los jesuitas), y gracias a esto obtuvo su primer cargo importante, el de agente de preces en Roma (1758-65), al que unió el de embajador en la misma ciudad desde 1760, de suerte que fue ministro plenipotenciario ante el Papa. 
En 1765 fue nombrado ministro de Gracia y Justicia; fue el primer ministro español libremente elegido por Carlos III y llegó a influir poderosamente sobre el monarca, sobre todo en materias eclesiásticas; fue de hecho la eminencia gris de este reinado desde 1765 a 1777, fecha en que pierde su ascendiente sobre el monarca, quien empieza a hacer más caso a Floridablanca. 
Su actuación fue decisiva en la expulsión de los jesuitas (1767). Con motivo del llamado motín de Esquilache (marzo de 1766), había intervenido en la creación de una «pesquisa secreta» para desenmascarar a los autores de los tumultos, que, manipulada por él y por el fiscal Campomanes (quienes se sirvieron, además, del confesor real, padre Joaquín de Eleta) y con la colaboración de un grupo reducido del Consejo de Castilla, echó la culpa a la Compañía de Jesús. Roda insistió en que debía ser el Conde de Aranda, el presidente del Consejo de Castilla, el responsable último de la ejecución del extrañamiento de los jesuitas (o la «operación cesárea», como el mismo Roda la llamaba). Impulsó asimismo la disolución de la Compañía que, al fin, realizó el Papa en 1773. 
También procuró la reforma o principio del fin de los colegios, que consideraba refugio de un grupo o casta de privilegiados acaparadores de los cargos más importantes y lucrativos del Estado y de la Iglesia; en esta línea intentó reformar la Universidad española, aunque murió sin haber conseguido logros duraderos. Representó, además, los principios del regalismo dieciochesco y combatió la intromisión de la Iglesia dentro del ámbito reservado a las «[regalía]s de la Corona», actuando por ejemplo contra las inmunidades eclesiásticas y contra algunos poderes (excesivos para él) del Nuncio —«un mueble inútil», como lo llamaban él y su amigo y confidente en Roma José Nicolás de Azara. 
Participó en la fundación de la Real Academia de la Historia (1735-1738) y estuvo al frente de la secretaría de Gracia y Justicia diecisiete años, hasta su muerte en el Real Sitio de La Granja. Carlos III le concedió el título póstumo de marqués de Roda, que fue a parar a su sobrino político Miguel Joaquín Lorieri. Su magnífica biblioteca se conserva en el Real Seminario de San Carlos Borromeo de Zaragoza.